# راشيل بيري
راشيل بيري هي مقدمة تلفزيونية كندية، ولدت في 20 يناير 1976 في بروكفيل في كندا.

## وصلات خارجية
- راشيل بيري على موقع IMDb (الإنجليزية)
- راشيل بيري على موقع ألو سيني (الفرنسية)
- راشيل بيري على موقع قاعدة بيانات الفيلم (الإنجليزية)
- راشيل بيري على موقع كينوبويسك (الروسية)